# Yottabyte
O yottabyte é uma unidade de medida da área da informática, equivale a 10 elevado a 24 bytes.
Equivale a 10 elevado à 24.ª potência ou a 1000 zettabytes, 1 000 000 exabytes ou 1 000 000 000 petabytes, sendo que 1 petabyte equivale a 1000 terabytes, ou 1.000.000 gigabytes.
O nome yotta é derivado da nona letra do alfabeto grego, (Ι ou ι) iota.
Em números decimais, um yottabyte equivale a 1.000.000.000.000.000.000.000.000 bytes.